# Mikel Iriondo
Mikel Iriondo Aranguren (Éibar, 1955) es un profesor universitario y activista español, fundador de las asociaciones ciudadanas el Foro de Ermua y ¡Basta Ya!.

## Biografía
Nacido en Éibar, estudió Ciencias Empresariales y posteriormente Filosofía. Es profesor titular en la Facultad de Filosofía y Ciencias de la Educación de la Universidad del País Vasco, en el departamento de Filosofía de los Valores y Antropología Social en el área de Estética y Teoría de las artes.
Desde finales de los años 90 ha participado en la creación de diferentes iniciativas ciudadanas como el Foro de Ermua y ¡Basta Ya!, contrarias al nacionalismo vasco y la violencia de la banda terrorista ETA y su entorno. Por ello comenzó a ser acosado por el entorno de la izquierda abertzale, apareciendo pintadas en su contra o colocacando sacos de carbón en la puerta de su despacho y en el de su compañero el también profesor Carlos Martínez Gorriarán de la facultad de filosofía de la UPV-EHU en San Sebastián en diciembre de 2010.
En las elecciones al Parlamento Vasco de 2001 concurrió como independiente en las listas del PSE-EE bajo el liderazgo de Nicolas Redondo Terreros. Tras la elección de Manuel Huertas como diputado en el Congreso en 2004, le correspondía a él suplir su escaño, pero finalmente renunció a ello tras denunciar presiones del partido para que lo hiciera, declarando que fue el propio Manuel Huertas como secretario general del PSE de Guipúzcoa quien le advirtió de que "no tenía cabida" en el actual partido, ya que su estrategia había cambiado desde que se produjo su designación en la época en que Redondo Terreros dirigía la formación.
Desde 2001, cuando figuró en las listas electorales del PSE-EE, se vio obligado a llevar escolta policial; ese mismo año la policía le informó que hanía encontrado información sobre él entre la documentación incautada a un comando de la banda terrorista ETA detenido en Éibar natal (matrículas de coches, datos sobre el gimnasio al que acudía...). Aconsejado por la policía, es entonces cuando se traslada, junto con su familia, a vivir a San Sebastián.
En 2003 fue condecorado por el Gobierno de España con la Medalla de la Orden del Mérito Constitucional.

## Obras
- “Literatura e identidad, el caso de Fernando Pessoa”, en VVAA: II Congreso Mundial Vasco. Congreso de Filosofía, Ética y Religión (Servicio Central de Publicaciones del Gobierno Vasco, 1988)
- “Emoción y concepto: romanticismo, heteronimia y máscara”, en VVA: Arte y estética: metáforas de la identidad (Cuadernos de Arteleku, núm. 2, Diputación Foral de Guipúzcoa, 1991)
- “El reflejo de la sociedad vasca”, en Leal, Carmen (coord.): Entrevista a la enseñanza (Grupo Unisón Ediciones, 1988)
- “Anomalías” y “Sorpresa e irracionalidad”, en VVAA: Basta Ya contra el nacionalismo obligatorio (Aguilar, 1993)